# كلارا ويبل
كلارا ويبل (بالإنجليزية: Clara Whipple)‏ هي كاتِبة وممثلة أمريكية، ولدت في 7 نوفمبر 1887 في سانت لويس في الولايات المتحدة، وتوفيت في 6 نوفمبر 1932 في مانهاتن في الولايات المتحدة بسبب سرطان الكبد.

## وصلات خارجية
- كلارا ويبل على موقع IMDb (الإنجليزية)
- كلارا ويبل على موقع تيرنر كلاسيك موفيز (الإنجليزية)
- كلارا ويبل على موقع أول موفي (الإنجليزية)
- كلارا ويبل على موقع قاعدة بيانات الفيلم (الإنجليزية)